# Holomelina lamae
Holomelina lamae là một loài bướm đêm thuộc phân họ Arctiinae, họ Erebidae.